# Dimorfismo sessuale negli insetti
Nel mondo degli Esapodi un vero e proprio "omomorfismo sessuale" non esiste e negli Insetti adulti i due sessi non sono quasi mai esattamente uguali tra loro. Il maschio differisce dalla femmina, oltre che per gli attributi primari del suo sesso, anche per uno o più caratteri (caratteri sessuali secondari) riguardanti la grandezza, la forma, il colore, la variabilità, l'emissione di feromoni, di suoni, di luce, lo sviluppo, il regime dietetico, il comportamento etologico ed ecologico, ecc.

## Descrizione

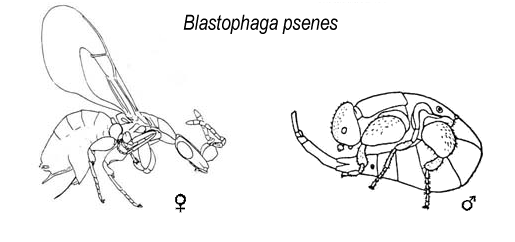
Esempio di dimorfismo sessuale (sensu stricto) nella Blastophaga psenes (Agaonidae)

Si determina in questo modo quello stato di cose noto come dimorfismo sessuale (sensu lato).
Alcuni di tali caratteri costituiscono risultati secondari del dimorfismo primario; altri riguardano le particolari funzioni materne e/o pedotrofiche; altri ancora sono caratteri epigamici, cioè in rapporto con la ricerca ed il richiamo dei sessi, con la sollecitazione, le modalità e la buona riuscita dell'accoppiamento; ecc.
I caratteri sessuali secondari degli Insetti sono generalmente caratteri somatosessuali, cioè indipendenti dall'azione delle gonadi e fissati nella costituzione genetica, anche se sulla loro estrinsecazione agiscono induzioni ormoniche varie .
Se consideriamo maschi e femmine nel complesso delle loro proprietà, vediamo che in genere (vi sono, naturalmente, numerose eccezioni), il maschio è più gracile e più debole, ma più agile ed ornato, spesso col cervello più piccolo e meno differenziato (salvo, allora, per i centri ottici), e con un'attività molto semplificata e quasi esclusivamente orientata alla ricerca del cibo e del sesso opposto. La femmina, invece, è più robusta e muscolosa, cerebralmente più dotata, di attività più varie e complesse. Per di più la sua superiorità ed indipendenza sono accresciute dallo sviluppo evolutivo della spermateca e delle ghiandole annesse, e cioè dalla possibilità di conservare più o meno a lungo, vitali ed efficienti, gli spermatozoi di un unico accoppiamento; in molti casi è divenuta capace di prolificare per partenogenesi, senza cioè la necessità della presenza e dell'intervento del maschio.

## Tipi di dimorfismo sessuale (sensu lato)
Dimegetismo sessuale
Differenza di grandezza. Si deve però distinguere il dimegetismo propriamente detto da quello postmetamorfico: nel primo tutto il corpo (o una sua parte) di uno dei sessi (più frequentemente della femmina) ha, fin dallo sfarfallamento, dimensioni maggiori dell'altro; nel secondo solo l'addome ingrandisce più o meno notevolmente, e per ragioni varie, qualche tempo dopo lo sfarfallamento. L'uno e l'altro tipo possono coesistere. In riferimento alla grandezza ed alla norma delle specie si distinguono forme eumegetiche, epimegetiche e ipomegetiche.
Dimorfismo sessuale (sensu stricto)
Differenza di forma. Il corpo, nel suo complesso, o una sua parte, o alcuni suoi processi o appendici variano nei due sessi in uno sterminato numero di specie, in maniera spesso notevolissima e talora paradossale, e in relazione con diverse attività e comportamenti, particolarmente legati, direttamente o indirettamente, alla funzione riproduttiva. Il dimorfismo sessuale può implicare (generalmente nella femmina, raramente nel maschio) la riduzione o l'assenza di ali, e perfino l'involuzione o la scomparsa di qualche paio o di tutte le zampe. I maschi poi presentano spesso formazioni ornamentali in eccesso (forme iperteliche); le femmine, all'opposto, costituzioni imperfette (forme neoteniche), o addirittura regredite (forme cataboliche).
Dicromismo sessuale
Differenza di colore. Tutto intero il corpo può essere diversamente colorato nei due sessi, o anche solo alcune sue parti e spesso in modo estremamente vistoso. Le possibilità sono innumerevoli.
Diclagismo sessuale
Differenza nella emissione dei suoni. Es. Cicale, nelle quali le femmine sono silenziose ed i maschi rumorosissimi.
Diosmismo sessuale
Differenza nella emanazione di feromoni di attrazione sessuale.
Difauismo sessuale
Differenza, per intensità, frequenza e durata, nella emanazione della luce.
Diolpismo sessuale
Differenza riguardo agli organi di difesa. Es. Imenotteri Aculeati, le cui femmine possiedono un aculeo velenifero (l'ovopositore trasformato che non funziona più come tale), che manca, naturalmente, nel maschio.
Dimetabolismo sessuale
Differenza dello sviluppo post-embrionale (contingenza non comune).
Difagismo sessuale
Differenza di regime alimentare. Può essere che un sesso si nutra in modo diverso dall'altro, o addirittura, che un sesso si nutra l'altro no.
Dietismo sessuale
Differenza riguardante i costumi dei due sessi.
Dioicismo sessuale
Differenza relativa al biotopo di elezione dei due sessi.